# Nimis Skat
Nimis Skat er en dansk kortfilm instrueret af Mattis Huus Heurlin efter eget manuskript. Filmen er en afgangsfilm fra filmskolen KBH - Film & Foto Skole.

## Handling
De to brødre Eskild (Justin Geertsen) og Lauge (Samuel Hallas) finder et mystisk skattekort, mens de er på skattejagt. Skattekortet siger, at skatten er i Nimis, så brødrene pakker deres tasker og tager afsted til Nimis. Men når de ankommer til Nimis møder de en mystisk mand (Dan Zahle). 

## Medvirkende
- Justin Geertsen som Eskild

- Samuel Hallas som Lauge

- Dan Zahle som Pavia

## Reference
1. ↑  "Nimis Skat", kbhfilmogfotoskole.dk, arkiveret fra originalen (Vimeo) 11. februar 2019, hentet 16. februar 2019